# Peder Hedebol
Peder Hedebol, född 7 november 1874, död 20 januari 1959, var en dansk politiker och fackföreningsman.
Hedebol var sekreterare i kommunalarbetareförbundet 1908-13, sekreterare i De samvirkende Fagforbund 1913-24, facklig redaktör i Socialdemokraten 1918-20, medlem av Folketinget 1918-20 och av Landstinget 1920-24. Hedebol var från 1924 finansborgmästare i Köpenhamn.